# Cronoscalata Svolte di Popoli
La cronoscalata Svolte di Popoli è una storica corsa automobilistica italiana. La cronoscalata, tra le più antiche d'Italia, si svolge lungo i tornanti del tratto abruzzese della strada statale 17 dell'Appennino Abruzzese ed Appulo-Sannitico al confine tra le province di Pescara e dell'Aquila, con partenza in Val Pescara, nella contrada Canapine nel comune di Popoli Terme a 250 m s.l.m., e arrivo nei pressi di San Benedetto in Perillis, alle porte dell'Altopiano di Navelli, a 725 m s.l.m.. Il percorso ha una lunghezza di 7,53 km con una pendenza media del 6,3% ed è parte del Campionato Italiano Velocità Montagna. Sul tracciato si svolge anche la competizione per auto storiche "Svolte di Popoli classica - coppa Ugo Barone".

## Caratteristiche tecniche del tracciato
- Lunghezza percorso: 7,53 km
- Quota partenza: 250 m s.l.m.
- Quota arrivo: 725 m s.l.m.
- Dislivello partenza/arrivo: 475 m
- Pendenza media: 6,3%
- Superficie: asfalto

## Record del tracciato
Il record del tracciato da 7,53 km, stabilito su due manche di gara, appartiene a Simone Faggioli, realizzato nel 2020 con il tempo di 5:53,76. Il record sul percorso di 8 km è stato stabilito nel 2000 da Pasquale Irlando con il tempo di 3:29,4 e sul percorso di 10,1 km nel 1984 da Mauro Nesti con il tempo di 4:25,3.

## Albo d'oro
| Edizione         | Lunghezza percorso (km) | Vincitore                             | Auto                   | Tempo               | Somma delle manche | Media (km/h) |
| ---------------- | ----------------------- | ------------------------------------- | ---------------------- | ------------------- | ------------------ | ------------ |
| 1963             | 8                       | Cesare Toppetti                       | Lotus Giannini         | 4'52"               |                    | 98,63        |
| 1964             | 8                       | Secondo Ridolfi                       | Simca Abarth           | 4'55",6             |                    | 97,429       |
| 1965             | 8                       | Ildefonso Torriani                    | Alfa Romeo Giulia      | 5'00",4             |                    | 97,429       |
| 1966             | 8                       | Giovanni Alberti                      | De Sanctis F3          | 4'41"               |                    | 102,491      |
| 1967             | 8                       | Edoardo Lualdi                        | Dino Ferrari           | 4'22",7             |                    | 109,63       |
| 1968             | 8                       | Edoardo Lualdi                        | Dino Ferrari           | 4'12",5             |                    | 114,059      |
| 1969             | 8                       | "Codones" (Ferdinando Latteri)        | Ferrari 212            | 4'07",4             |                    | 116,41       |
| 1970             | 8                       | "Riccardone" (Carlo Benelli)          | Abarth                 | 4'08",5             |                    | 115,895      |
| 1971             | 8                       | Carlo Facetti                         | Chevron B19            | 3'59",2             |                    | 120,401      |
| 1972             | 8                       | Carlo Facetti                         | Abarth                 | 3'55",8             |                    | 122,137      |
| 1973             | 8                       | "Frank McBoden" (Francesco di Matteo) | Chevron B21            | 3'58",3             |                    | 120,856      |
| 1974             | 8                       | Mauro Nesti                           | Osella PA4             | 3'51"               |                    | 124,675      |
| 1975             | 8                       | Achille Marzi                         | Lola BMW               | 3'51"1              |                    | 124,605      |
| 1976             | 8                       | Gabriele Ciuti                        | Osella PA4             | 3'46",3             |                    | 127,293      |
| 1977             | 8                       | Domenico Scola                        | Lola BMW               | 3'44",5             |                    | 128,291      |
| 1978             | 8                       | Domenico Scola                        | Lola BMW               | 3'36",6             |                    | 123,282      |
| 1979             | 8                       | Mario Casciaro                        | Osella PA7             | 3'48"               |                    | 126,305      |
| 1980             | 8                       | Mauro Nesti                           | Lola BMW               | 3'39",4             |                    | 131,267      |
| 1981             | 8                       | Mauro Nesti                           | Osella PA9             | 3'40"               |                    | 130,909      |
| 1982             | 8                       | Mauro Nesti                           | Osella BMW             | 3'36",3             |                    | 133,148      |
| 1983             | 8                       | Mauro Nesti                           | Osella BMW             | 3'31",4             |                    | 136,215      |
| 1984             | 10,1                    | Mauro Nesti                           | Osella BMW             | 4'25",3             |                    | 137,058      |
| 1985             | 10,1                    | Claudio Calella                       | Lola BMW               | 4'29",6             |                    | 134,881      |
| 1986             | 10,1                    | Giovanni Cassibba                     | Osella PA9             | 4'37",7             |                    | 130,93       |
| 1987             | 10,1                    | Mauro Nesti                           | Lucchini BMW           | 4'35",5             |                    | 131,96       |
| 1988             | 10,1                    | Mauro Nesti                           | Lucchini BMW           | 4'37",5             |                    | 131,02       |
| 1989             | 10,1                    | Mauro Nesti                           | Osella PA9             | 4'30",9             |                    | 134,23       |
| 1990             | 10,1                    | Mauro Nesti                           | Osella PA9             | 4'31",8             |                    | 133,77       |
| 1991             | 10,1                    | Mauro Nesti                           | Osella Cebora          | 4'31",7             |                    | 133,83       |
| 1992             | 10,1                    | Pasquale Irlando                      | Osella PA9             | 4'33"               |                    | 133,19       |
| 1993             | 10,1                    | Stanislao Bielanski                   | Osella Mavi            | 4'49",9             |                    | 125,44       |
| 1994             | 8                       | Pasquale Irlando                      | Osella PA20/S          | 3'41",9             |                    | 129,81       |
| 1995             | 8                       | Pasquale Irlando                      | Osella PA20/S          | 3'35",4             |                    | 133,73       |
| 1996             | 8                       | Stanislao Bielanski                   | Lucchini BMW           | 3'42",9             |                    | 129,223      |
| 1997             | 8                       | Franz Tschager                        | Lucchini BMW           | 3'32",6             |                    | 135,459      |
| 1998             | 8                       | Maurizio Arfé                         | Osella BMW             | 3'36",3             |                    | 133,13       |
| 1999             | 8                       | Pasquale Irlando                      | Osella PA20/S          | 3'29",1             |                    | 137,733      |
| 15 agosto 2000   | 8                       | Pasquale Irlando                      | Osella PA20/S          | 3'29",4             |                    | 137,516      |
| 15 agosto 2001   | 8                       | Claudio Giobbi                        | BMW                    | 4'30",5             |                    | 106,489      |
| 15 agosto 2002   | 8                       | Simone Faggioli                       | Osella PA20/S          | 3'39",7             |                    | 131,07       |
| 10 agosto 2003   | 8                       | Rosario Iaquinta                      | Osella PA20/S          | 3'38",6             |                    | 131,772      |
| 15 agosto 2004   | 8                       | Stanislao Bielanski                   | Lucchini SP98          | 3'43",2             |                    | 129,05       |
| 14 agosto 2005   | 7,53                    | Pasquale Irlando                      | Osella PA21/S          | 3'26",6             |                    | 131,109      |
| 3 settembre 2006 | 7,53                    | Simone Faggioli                       | Osella PA21/S          | 3'19",82 3'21'',42  | 6'41'',24          | 135,12       |
| 12 agosto 2007   |                         | Annullata                             |                        |                     |                    |              |
| 17 agosto 2008   | 7,53                    | Franco Cinelli                        | Osella PA20/S          | 3'19",38 3'23'',18  | 6'42'',56          | 135,589      |
| 16 agosto 2009   | 7,53                    | Franco Cinelli                        | Lola T99/50 Mugen      | 3'19",02 3'14'',56  | 6'33'',58          | 137,75       |
| 15 agosto 2010   | 7,53                    | Franco Cinelli                        | Lola T99/50 Mugen      | 3'14",5 3'12'',86   | 6'27'',36          | 139,96       |
| 14 agosto 2011   | 7,53                    | Franco Cinelli                        | Lola T99/50 Mugen      | 3'21",25 3'20'',27  | 6'41'',52          | 135,4        |
| 12 agosto 2012   | 7,53                    | Stefano Di Fulvio                     | Lola B99/50            | 3'13",34 3'17",39   | 6'30'',73          | 138,02       |
| 11 agosto 2013   | 7,53                    | Domenico Cubeda                       | Osella PA2000          | 3'14",03 3'10'',37  | 6'24'',40          | 142,38       |
| 10 agosto 2014   | 7,53                    | Domenico Cubeda                       | Osella PA2000          | 3'12",48 3'10'',52  | 6'23''             | 141,6        |
| 9 agosto 2015    | 7,53                    | Michele Fattorini                     | Osella PA2000          | 3'09",15 3'09'',86  | 6'19'',01          | 140,4        |
| 24 luglio 2016   | 7,53                    | Simone Faggioli                       | Norma M20 FC           | 3'08" 3'00',12      | 6'08'',12          | 147,28       |
| 6 agosto 2017    | 7,53                    | Domenico Cubeda                       | Osella FA30            | 3'09",49 3'06'',52  | 6'16'',01          | 140,7        |
| 9 settembre 2018 | 7,53                    | Domenico Scola                        | Lola B99/50 Zytek      | 3'08",26 3'08'',92  | 6'17'',18          | 140,1        |
| 11 agosto 2019   | 7,53                    | Denny Zardo                           | Norma M20              | 3'02",83 3'04''     | 6'06'',83          | 147,8        |
| 30 agosto 2020   | 7,53                    | Simone Faggioli                       | Norma M20 FC           | 2'56",28 2'57'',48  | 5'53'',76          | 153,3        |
| 10 ottobre 2021  | 7,53                    | Angelo Marino                         | Osella PA2000          | 3'41",79 3'30'',16  | 7'11'',95          | 125,5        |
| 22 agosto 2022   | 7,53                    | Simone Faggioli                       | Norma Np 01/2022       | 3'05",85 3'07'',36  | 6'13'',21          | 145,3        |
| 13 agosto 2023   | 7,53                    | Stefano Di Fulvio                     | Osella PA30 e2B Zytek  | 3'05'',25 3'11'',27 | 6'16'',52          | 144          |
| 11 agosto 2024   | 7,53                    | Luigi Fazzino                         | Osella PA30 Zytek      | 3'05'',31 3'07'',21 | 6'12'',52          | 145,4        |
| 10 agosto 2025   | 7,53                    | Stefano Di Fulvio                     | Nova Proto NP 01 Zytek | 3'06'',01 3'08'',02 | 6'14'',03          | 145          |